# São Francisco do Brejão
São Francisco do Brejão là một đô thị thuộc bang Maranhão, Brasil. Đô thị này có diện tích 745,593 km², dân số năm 2007 là 8466 người, mật độ 11,35 người/km².